# La Rue sans joie (film, 1938)
Cet article concerne le film d'André Hugon. Pour le film de Pabst, voir La Rue sans joie.
Pour plus de détails, voir Fiche technique et Distribution.
La Rue sans joie est un film français d'André Hugon, sorti en 1938, d'après le roman d'Hugo Bettauer.

## Synopsis
Jeanne de Romer (Dita Parlo), est une jeune fille de famille ruinée, qui a quatre personnes à sa charge : sa mère, un grand-père paralysé, un frère et une sœur. Son patron (Paul Pauley) étant arrêté pour escroquerie, elle perd son emploi et se retrouve sans ressources. Dans la "rue sans joie" où elle demeure, elle tombe sous la coupe d'une couturière entremetteuse, Madame Geffier (Marguerite Deval). Celle-ci l'endette sournoisement pour quelques robes, afin de la livrer à un riche marchand de bestiaux (Pierre Alcover).
Un crime est commis dans un meublé de la "Geffier" au moment même où Jeanne fuit les brutalités du marchand de bestiaux. Un aventurier (Valery Inkijinoff), découvert comme étant le dernier amant de la victime, Léa Level (Mila Parely), est inculpé d'assassinat, puis la Geffier dénonce Jeanne de Romer comme complice. Le journaliste Albert Dumas (Albert Préjean), convaincu de l'innocence de Jeanne mène son enquête.

## Fiche technique
- Réalisation : André Hugon
- Scénario : d'après le roman Die freudlose Gasse : ein wiener Roman aus unseren Tagen (La ruelle sans joie : un roman viennois de nos jours) de Hugo Bettauer, publié en 1924.
- Dialogues : Georges Fagot
- Musique : Georges Auric, Vincent Scotto, André Hugon, Georges Koger
- Photographie : Marc Bujard, Tahar Hannache, Michel Rocca
- Ingénieur du son : Jacques Hawadier
- Société de distribution : Les Films Vog
- Producteur : André Hugon
- Société de Production : Films André Hugon
- Pays :  France
- Format : Son mono  - Noir et blanc - 35 mm  - 1,37:1
- Genre : Film dramatique
- Durée : 87 minutes
- Date de sortie :
  - France : 13 avril 1938
- Numéro de visa : 570 (délivré le 31/01/1943)

## Distribution
- Albert Préjean : Jean Dumas
- Dita Parlo : Jeanne de Romer
- Marguerite Deval : Madame Geffier
- Line Noro : Marie Leichner
- Valéry Inkijinoff : Louis Stinner, amant de Léa
- Fréhel : Henriette
- Mila Parély : Léa Level
- Janine Guise : La détective
- Charlotte Barbier-Krauss : La mère de Jeanne
- Francine Dartois : La sœur de Jeanne
- Elisa Ruis : Régine Rozès
- Paul Pauley : Monsieur Woss
- Pierre Alcover : Monsieur Antoine (comme Alcover)
- Émile Drain : Le président
- Jean Mercure : Le petit pâtissier
- Jean Périer : Le grand-père
- Claude Roy : Le petit frère de Jeanne
- Jean d'Yd : L'avocat général
- Henri Bosc : L'avocat de Stinner
- Guy Rapp : Inspecteur Varnier
- Georges Paulais : Le bijoutier
- Jean Aymé : Level, mari de Léa
- Anny Arbo
- Edmond Beauchamp
- Jacques Berlioz
- Marie-Jacqueline Chantal
- Marguerite de Morlaye
- Jim Gérald
- Lucy Kieffer
- Charles Lemontier
- Max Maxudian
- Robert Moor
- Santa Relli
- Jean Toulout

## Production
Ce remake du chef-d'œuvre de Pabst transpose l'action du film dans la France des années "trente", de la crise qui la traverse  et du front populaire. L'idée n'est pas mauvaise, mais c'est surtout la formidable distribution (Dita Parlo en tête qui reprend le rôle créé par Greta Garbo), qui frappe. Tous les acteurs sont excellents (Marguerite Deval, Alcover, Pauley, Préjean), mais on retiendra la saisissante interprétation de Fréhel, chantant "L'Amour des Hommes" (texte d'André Hugon), un des "clous" du film.